# Sorin Babii
Sorin Babii (né le 14 novembre 1963 à Arad) est un tireur sportif roumain. Il participe à deux reprises aux Jeux olympiques. Lors des Jeux olympiques d'été de 1988, il remporte la médaille d'or dans l'épreuve du 50m en pistolet libre. Lors des Jeux olympiques d'été de 1992, il remporte la médaille de bronze dans l'épreuve du 10m au pistolet à air comprimé.

## Palmarès

### Jeux olympiques
- Jeux olympiques de 1988 à Séoul,  Corée du Sud
  -  Médaille d'or.
- Jeux olympiques de 1992 à Barcelone,  Espagne
  -  Médaille de bronze.